# Мельгоса, Унаи
Уна́и Мельго́са Сорри́лья (исп. Unai Melgosa Zorrilla; род. 11 января 1976, Бильбао, Страна Басков) — испанский футбольный тренер. Главный тренер молодёжной сборной Украины.

## Биография
Родился 11 января 1976 года в Бильбао. Первым профессиональным клубом в его карьере был местный «Атлетик Бильбао» где он работал с молодыми футболистами, отвечая за их психологическую подготовку.
Мельгоса провел в «Атлетике» 7 лет (с 2004 по 2011), а затем отправился в «Малагу», возглавив там департамент психологии. Правда, уже через год он вернулся в «Атлетик» и проработал там еще два сезона, после чего окончательно распрощался с командой.
С 2015 по 2017 год был тренером юношеской команды киевского «Динамо». Среди его воспитанников были будущие основные игроки «бело-синих» — Николай Шапаренко, Александр Тымчик и Владимир Шепелев.
С 2017 по 2019 год работал в катарской Академии Aspire, а в марте 2019 вошел в тренерский штаб Сергея Реброва в венгерском клубе «Ференцварош». Затем вместе с Ребровым работал в эмиратском «Аль-Айне».
После того, как 7 июня 2023 года Сергей Ребров возглавил национальную сборную Украины, Мельгоса вошел в его штаб, а уже 25 июля по инициативе Реброва испанский специалист стал главным тренером молодежной сборной Украины.